# 梁祖齡
梁祖齡（1557年—1622年），字紹甫，號景泉，四川成都府溫江縣人，民籍，明朝政治人物。

## 生平
萬曆十年（1582年）壬午科鄉試第五名舉人，萬曆十四年（1586年）丙戌科會試三百七名，登三甲第七十八名。吏部观政，本年六月任應天府江浦縣知縣。萬曆十七年（1589年）六月改常州府武进县知县。萬曆二十年（1592年），陞任戶部山西司主事，二十二年升贵州司郎中，总理密云等处粮饷。萬曆二十五年（1597年）七月，升任山東右參議兼僉事，备兵宁前。十一月，调补海防道。其時朝鮮之役正酣。次年正月，梁祖齡奉命入朝，籌措軍糧。戰爭結束，二十七年陞任浙江按察司副使，本年調蘇松按察使兼右參議，二十八年丁憂。萬曆三十九年（1611年）起升河南右布政使，四十一年升本省左布政使，四十二年（1614年）正月升都察院右僉都御史、巡撫河南。萬曆四十五年（1617年）四月己未以病乞休致仕，獲准。

## 家族
曾祖梁萬鍾，嘉議大夫兩浙運使；祖父梁袞，蜀府引禮；父梁承教，生員。母于氏。具庆下。兄祖堯（生员）。弟祖英、祖德，俱生员；祖训。